# Pereira (Órdenes)
Pereira o Santa Eulalia de Pereira (llamada oficialmente Santaia de Pereira) es una parroquia española del municipio de Órdenes, en la provincia de La Coruña, Galicia.

## Entidades de población
Entidades de población que forman parte de la parroquia:
- Carabelos (Os Carabelos)
- Carballo (O Carballo)
- Casanova (A Casanova)
- Cercedo
- Folgoso
- Guindiboo de Arriba (Gundibó de Riba)
- Iglesia (A Eirexe)
- Lamela (A Lamela)
- Ludiño de Abaixo (O Ludiño de Baixo)
- Ludiño de Arriba (O Ludiño de Riba)
- Mendo (O Mendo)
- Pecenín
- Poza (A Poza)
- Rúa (A Rúa)
- Souto de Zas (Soutozar)

## Despoblado
- Espiño (O Espiño)

## Demografía
| Gráfica de evolución demográfica de Pereira entre 2000 y 2019 |
|                                                               |
| Datos según el nomenclátor publicado por el INE.              |